# Ariadna mbalensis
Ariadna mbalensis är en spindelart som beskrevs av Roger de Lessert 1933. Ariadna mbalensis ingår i släktet Ariadna och familjen sexögonspindlar.
Artens utbredningsområde är Angola. Inga underarter finns listade i Catalogue of Life.